# Jafarabad-et-Janjira
Jafarabad-et-Janjira (ou Janjira-et-Jafarabad) était un État princier des Indes. Janjira et Jafarabad étaient gouvernés par un souverain commun, qui portait le titre de "wazir" pour Janjira, et celui de "thanadar" pour Jafarabad, puis les souverains prirent le titre de "nabab" pour l'ensemble de cette principauté qui subsista jusqu'en 1948 et qui fut alors intégrée dans l'État du Maharashtra.

## Liste des souverains de Janjira-et-Jafarabad de 1791 à 1948
- 1791-1803 Jumrud Khan (+1803)
- 1803-1826 Ibrahim Khan II (+1826, rétabli pour un 2e règne)
- 1826-1848 Mohammed Khan II (+1848)
- 1848-1879 Ibrahim Khan III (1825-1879)
- 1879-1922 Ahmed Khan (1862-1922)
- 1922-1948 Mohammed Khan III (1914-1972)